# 드미트리 피사레프

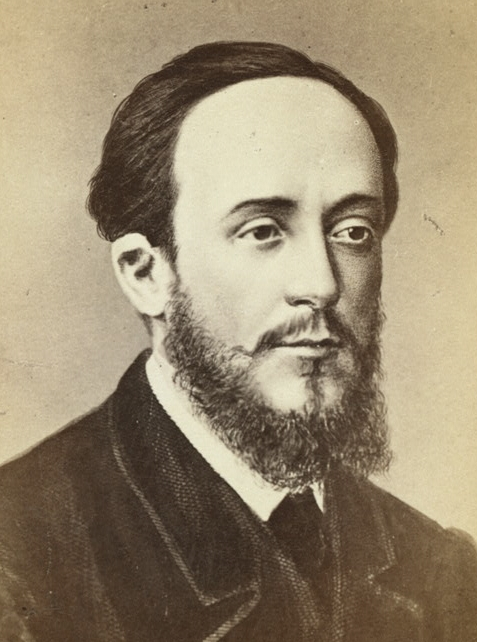
피사레프

드미트리 이바노비치 피사레프(러시아어: Дми́трий Ива́нович Пи́сарев, 1840년 10월 14일 ~ 1868년 7월 16일)는 러시아의 급진주의 작가이자 사회 비평가이다.
오룔현의 유복한 귀족 가문에서 태어나 중학을 우수한 성적으로 졸업한 후 상트페테르부르크 대학의 역사·문헌학부에 입학했다(1856). 학자에의 길을 닦았으나 만족할 수 없어 잡지 <여명>의 동인이 되고(1859), 대학졸업과 함께 잡지 <러시아의 말> 상임 집필자가 되어(1861) 문명(文名)을 확립했다. 1862년 게르첸을 옹호한 논문을 써서 투옥되었으나 옥중생활을 하면서 4년간이나 집필활동을 계속했다. 석방된 지 얼마 후 발트해(海)에서 수영 중 익사했다. 파사레프는 사회발전의 원동력은 과학적 지식의 보급과 발달에 있다고 판단, 정치투쟁보다 유물론적 세계관과 자연과학을 터득한 ‘사색하는 프롤레타리아트’의 활동에 기대를 걸었다. <아버지와 아들>을 소재로 니힐리스트론을 전개한 <니힐리스트>(1864), <죄와 벌>을 분석한 <생활을 위한 투쟁>(1864), 푸슈킨의 가치를 부정하기까지에 이른 <푸슈킨과 벨린스키>, <미학의 파괴>(다같이 1865) 등의 논문이 유명하다.